# Grobs Angriff
|   | a | b | c | d | e | f | g | h |   |
| 8 |   |   |   |   |   |   |   |   | 8 |
| 7 |   |   |   |   |   |   |   |   | 7 |
| 6 |   |   |   |   |   |   |   |   | 6 |
| 5 |   |   |   |   |   |   |   |   | 5 |
| 4 |   |   |   |   |   |   |   |   | 4 |
| 3 |   |   |   |   |   |   |   |   | 3 |
| 2 |   |   |   |   |   |   |   |   | 2 |
| 1 |   |   |   |   |   |   |   |   | 1 |
|   | a | b | c | d | e | f | g | h |   |

Grobs Angriff nach 1. g2–g4
Bei Grobs Angriff handelt es sich um eine unkonventionelle Eröffnung des Schachspiels. In den ECO-Codes wird sie als „Unregelmäßige Eröffnung“ unter dem Schlüssel A00 klassifiziert. 
Die Grundstellung von Grobs Angriff entsteht nach dem Doppelschritt des Königsspringerbauern:
1. g2–g4

## Geschichte
Namensgeber dieser Eröffnung ist der Schweizer Internationale Meister Henry Grob (1904–1974), der den Zug ausführlich analysierte und hunderte von Fernschachpartien mit dieser Eröffnung spielte. In Grobs Analysen in einer Zeitungskolumne nannte er die Eröffnung Stachel-Eröffnung, ein Name, der sich noch immer einzelner Benutzung erfreut. Andere ältere Referenzen nutzten den Namen Ahlhausen-Eröffnung, nach dem Berliner Spieler Carl Ahlhausen (1835–1892), einem der ersten 1. g2–g4-Spieler. Savielly Tartakower spielte den Zug manchmal in Simultanveranstaltungen und nannte ihn Genua- oder San Pier D’Arena-Eröffnung, nach der Stadt und dem Vorort von Genua, wo er ihn das erste Mal spielte. In der Tschechoslowakei wurde der Zug 1. g2–g4 Fricks Eröffnung genannt, und in anderen Teilen der Welt wird er Kolibri-Eröffnung genannt.
In einem Buch von Grob heißt der Angriff g2–g4 noch Genuesisch bzw. Partie Ahlhausen. Außerdem schreibt Grob selbst ebenda, dass er diese Eröffnung durch die Fernschach-Zentrale der Neuen Zürcher Zeitung (FSZ) weitgehend erforscht habe und zu dem Ergebnis gekommen sei, dass der weiße Angriffsplan (1. g2–g4, 2. Lf1–g2, 3. c2–c4) durch Schwarz (1. d7–d5 2. e7–e5 3. c7–c6) präzise widerlegt werden könne. 
Grobs Angriff ist allgemein als minderwertig angesehen und wird für gewöhnlich nicht bei ernsthaften Veranstaltungen gespielt, obwohl der Internationale Meister Michael Basman und der griechische Großmeister Spyridon Skembris den Zug gelegentlich spielen. Der Zug hat zwar einen gewissen Überraschungseffekt; der Durchschnittsspieler weiß meistens nicht, wie man ihn widerlegt und läuft eher Gefahr, arrogant aufzuspielen und Fehler zu machen. Mehr noch kann die Unerforschtheit der Theorie dieses Zuges das Repertoire eines erfahrenen Gegners durchbrechen.

## Eröffnungsideen
|   | a | b | c | d | e | f | g | h |   |
| 8 |   |   |   |   |   |   |   |   | 8 |
| 7 |   |   |   |   |   |   |   |   | 7 |
| 6 |   |   |   |   |   |   |   |   | 6 |
| 5 |   |   |   |   |   |   |   |   | 5 |
| 4 |   |   |   |   |   |   |   |   | 4 |
| 3 |   |   |   |   |   |   |   |   | 3 |
| 2 |   |   |   |   |   |   |   |   | 2 |
| 1 |   |   |   |   |   |   |   |   | 1 |
|   | a | b | c | d | e | f | g | h |   |

Grobs Angriff nach 1. g2–g4 d7–d5 2. Lf1–g2 Lc8xg4 3. c2–c4
Sorgloses Spiel von Schwarz kann zu gefährlichen Situationen führen. Viele dieser Abspiele beruhen auf der schwarzen Antwort 1. … d7–d5, die den Bauern mit dem Damenläufer angreift. Nach 2. Lf1–g2 Lc8xg4!? hat Weiß nach 3. c2–c4 Druckspiel auf der Diagonalen h1–a8, verbunden mit der Möglichkeit Dd1–b3, wonach Weiß die Initiative besitzt und seinen Bauern zurückgewinnen wird (b7 oder d5). Dabei gerät Weiß jedoch häufig in Entwicklungsrückstand, weswegen beispielsweise Basman den Bauern in der Regel mit 2. h2–h3 deckt.
Aufgrund der unregelmäßigen Bauernstruktur, die Weiß durch das Ziehen von g2–g4 und c2–c4 zu einem so frühen Zeitpunkt erzeugt hat, ergibt jede Art von weißer Rochade ein sehr scharfes Spiel.
Gegen alle Verwicklungen ist statt des direkten 2. … Lc8xg4 das Überdecken von d5 mit 2. … c7–c6 gerichtet.
Im Hinblick auf das geschwächte Feld h4 empfiehlt Andrew David Martin nach 1. … e7–e5 2. h2–h3 das sofortige Manöver Sg8–e7–g6. 
Nach 2. Lf1–g2 öffnet er mit 2. … h7–h5 die h-Linie. Um dies zu vermeiden, propagierte Henry Grob, der Namenspate der Eröffnung, 2. d2–d3, um auf 2. … h7–h5 mit dem Bauern nach g5 vorrücken zu können. 
Wer den g-Bauern nicht opfern möchte, kann mit 1. g2–g4 d7–d5 2. g4–g5 mit nachfolgendem h2–h4, Lf1–g2 und 0–0–0 in ein scharfes Spiel überführen.
Ein grober Fehler ist es, nach 1. ... e7-e5 den g-Bauern mit 2. f2-f3?? decken zu wollen, da Schwarz in diesem Fall mit 2. ... Dd8-h4# mattsetzen kann (Narrenmatt).

## Romford-Gegengambit
|   | a | b | c | d | e | f | g | h |   |
| 8 |   |   |   |   |   |   |   |   | 8 |
| 7 |   |   |   |   |   |   |   |   | 7 |
| 6 |   |   |   |   |   |   |   |   | 6 |
| 5 |   |   |   |   |   |   |   |   | 5 |
| 4 |   |   |   |   |   |   |   |   | 4 |
| 3 |   |   |   |   |   |   |   |   | 3 |
| 2 |   |   |   |   |   |   |   |   | 2 |
| 1 |   |   |   |   |   |   |   |   | 1 |
|   | a | b | c | d | e | f | g | h |   |

Romford-Gegengambit
Eine interessante schwarze Antwort ist das aggressive Romford-Gegengambit, das um 1980 vom englischen Spieler Nick Pelling entdeckt und nach  seinem Heimatort benannt wurde: 1. g2–g4 d7–d5 2. Lf1–g2 Lc8xg4 3. c2–c4 d5–d4!? 4. Lg2xb7 Sb8–d7 5. Lb7xa8 Dd8xa8 6. f2–f3 d4–d3!.
Schwarz hat durch das Qualitätsopfer (Turm gegen Läufer) freies Figurenspiel und Entwicklungsvorsprung. Mit einem Aufbau wie e7–e6, Sg8–f6, Sd7–e5, Lf8–c5 und 0–0 hat er einen klaren strategischen Entwicklungsplan, evtl. verbunden mit einem Königsangriff, während Weiß paralysiert auf der Grundreihe festsitzt. 
Michael Basman schlug außerdem eine Variation des Gambits nach 3. … d5xc4 vor.